# Robinho Tavares
Robinho Tavares, nome artístico de Robson Wilson Tavares da Silva, é um baixista, compositor e produtor musical brasileiro.

## Carreira
Iniciou seu trabalho de músico como baterista. Quando ingressou na banda Troad, um dos primeiros grupos surgidos no contexto do movimento gospel, migrou para o baixo por já existir um baterista. Desde então permaneceu no instrumento e participou de shows e gravações de vários conjuntos e artistas da Igreja Renascer em Cristo, tais como a banda Katsbarnea e seu então vocalista, Brother Simion.
Durante a década de 1990, gravou vários discos com o Renascer Praise e deixou a banda e a igreja mais tarde. Depois de tocar em noites paulistanas, foi convidado para integrar-se à banda da dupla Sandy & Junior. Robinho, mais tarde, gravou com vários artistas da música brasileira, como Ed Motta, MV Bill, Simoninha e Gal Costa.
Durante uma turnê com a dupla Sandy & Junior, Robinho conheceu Dudu Borges que, na época, ainda era membro da Renascer e integrante do Resgate. Anos mais tarde, Dudu chamou-o para gravar com outros artistas, como Jorge Ben Jor e Dulce María.

## Discografia
- 1996: Deus É Fiel - Renascer Praise
- 1997: Conquista - Renascer Praise
- 1998: Tributo ao Deus de Amor - Renascer Praise
- 1999: A Pesca - Renascer Praise
- 2004: Liah - Liah
- 2007: A Tinta de Deus - Katsbarnea
- 2013: Vitória Para Quem Acordou Agora e Vida Longa Para Quem Nunca Dormiu - MV Bill
- 2013: AOR - Ed Motta
- 2013: Graça - Aline Barros
- 2014: Sin Fronteras - Dulce María
- 2015: Os Anjos Cantam - Jorge & Mateus
- 2016: DN1 - DN1
- 2016: Legado - Brother Simion
- 2018: Nova - Patricia Marx
- 2019: Janelas Imprevisíveis - Flavia K